# Caspar-Theiss CT 1
Le Caspar-Theiss CT 1 est un avion de sport biplace développé en Allemagne, au début des années 1920, par l'ingénieur Karl Theiss, employé de la Caspar-Werke.

## Variantes
CT 1Biplan à moteur Daimler Mercedes D I (1923), 1 exemplaire (D-662).
CT 2Variante du CT 1 (1923), 3 exemplaires (D-673, D-683, D-976).
CT 3Variante à moteur Bolle & Fiedler de 30 ch. 1 exemplaire (D-617) construit pour le Deutschen Rundflug 1925.
CT 4Variante à moteur Daimler Mercedes D II.
CT 5Variante à moteur Daimler Mercedes D I.